# Єрцево
Єрцево (рос. Ерцево) — селище в Коноському районі Архангельської області Російської Федерації.
Населення становить 4187 осіб. Входить до складу муніципального утворення Єрцевське сільське поселення.

## Історія
Від 2004 року входить до складу муніципального утворення Єрцевське сільське поселення.

## Населення
| 1970 | 1979  | 1989  | 2002  | 2010  | 2012  |
| ---- | ----- | ----- | ----- | ----- | ----- |
| 5548 | ↘4933 | ↘4683 | ↘4013 | ↗4201 | ↘4187 |